# Willughbeia javanica
Willughbeia javanica är en oleanderväxtart som beskrevs av Carl Ludwig von Blume. Willughbeia javanica ingår i släktet Willughbeia och familjen oleanderväxter. Inga underarter finns listade i Catalogue of Life.